# Holsza

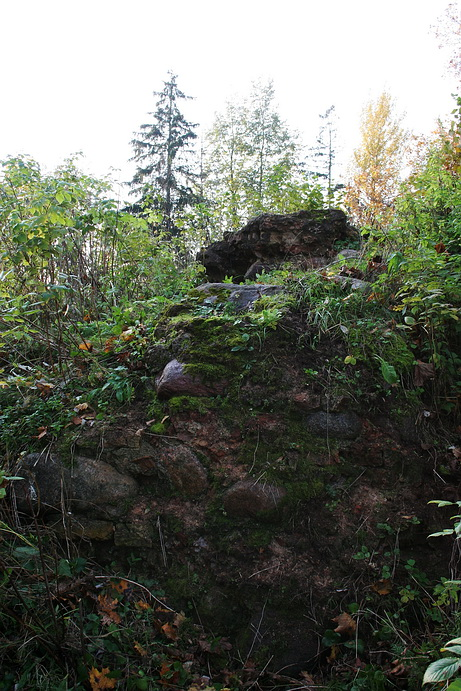
Ruiny zamku w Rokunciszkach.

Holsza (Holszan, Zbolsza, Hołszys, Olsza) − legendarny książę, syn wielkiego księcia litewskiego Romana, założyciel Holszan i zamku w Rokunciszkach. Według legend, od Holszy wywodzi swoje pochodzenie ród Holszańskich.

## Legenda
Opierając się na informacjach zawartych w Kronice Bychowca, udziałem Holszy miała być część kraju po lewym brzegu rzeki Wili, gdzie zbudował miasto i zamek Holszany, znane również jako Olszany. Kronika podaje, że Holsza podczas polowań w okolicznych puszczach, zauważył dogodne miejsce na wzgórzu nad rzeką i wzniósł drugi zamek, również nazwany Holszany.
Holsza Romuntowicz zostawić miał dwóch synów. Pierwszym miał być niejaki Mindowe, namiestnik w Kijowie, żyjący za czasów Gedymina około 1325 roku, drugi Olgimunt, historyczny protoplasta rodu Holszańskich którego synem miał być Jan (Iwan), zwany po ojcu Olgimuntowiczem. Nazwa Olgimuntowicz pozostała odtąd jako przydomek rodziny. Pisał się także z Holszan lub też z niemieckiego de Galschan, od niego też poczynamy dzieje tej rodziny.